# Asesinato de Bridget Phillips
Bridget Bernadette Phillips fue una estudiante universitaria de 22 años en Baltimore (Maryland) que fue asesinada en su apartamento de Calvert Street el 22 de marzo de 1989, siendo golpeada repetidamente en la cabeza con un objeto contundente (presumiblemente un martillo). Una vez muerta, siguió recibiendo golpes hasta quedar con el rostro desfigurado. Phillips, que no tenía enemigos conocidos, no fue asaltada sexualmente ni tampoco fue víctima de ningún robo. No se encontró una motivación clara para el crimen, sin embargo, ella fue víctima de una ira incontrolable. Cuando terminó, el asesino demoró cerca de una hora en abandonar la residencia, tomándose tiempo incluso para lavarse en el baño.   
Nunca se halló ningún sospechoso, y su asesinato permanece a día de hoy sin resolver. Desde entonces, la Universidad Johns Hopkins concede anualmente una beca que lleva su nombre.

## Biografía
En la primavera de 1989, Bridget Phillips era una estudiante de 22 años que cursaba un posgrado en historia bizantina y medieval en la Universidad Johns Hopkins de Baltimore, en el estado de Maryland, EEUU. Originaria de Kansas, hablaba seis idiomas con fluidez. Después de graduarse en la escuela secundaria, completó sus estudios universitarios en la Universidad de Florida y entró en Johns Hopkins en el otoño de 1988, con el objetivo de obtener un doctorado. Llegó al cuadro de honor en su primer año de estudios de posgrado. "Para ser una mujer joven, estaba inusualmente motivada por un curso de estudio muy difícil", dijo de ella John Baldwin, su ex profesor de Historia. “Era una persona abierta y amigable”, dijo su padre Kelley W. Phillips a The Baltimore Sun en 1989. “Un poco más confiada de lo que debería haber sido. No sé si eso es un defecto, pero en nuestra sociedad puede ser un problema”.  
Según cita The Baltimore Sun, Bridget era una joven popular y atractiva que trabajó incansablemente en Hopkins, especialmente en la Biblioteca Milton D. Eisenhower, en cuyos tranquilos recovecos estudiaba durante horas. Pero la biblioteca también fue un imán para sus tribulaciones personales, el escenario de una discusión con un exnovio y una especie de confrontación con un pretendiente rechazado. Fue en los escalones de entrada de ese edificio donde sus amigos la vieron con vida por última vez.

## Asesinato
El miércoles 22 de marzo de 1989 Bridget fue vista abandonando la Biblioteca Milton S. Eisenhower sobre las 6 p. m.. Luego llegó a su apartamento, situado en 2843 N. de Calvert Street, donde vivía en el segundo piso. A pesar de que sus últimas horas son inciertas, se sabe que hizo una breve llamada telefónica, alrededor de las 8:45 p. m. a una amiga que vivía a varias cuadras de distancia quien esperaba que ella pasara por allí esa noche. No percibió ninguna alarma en la voz de Phillips, que dijo que estaría allí en una hora. Pero nunca apareció.
Al día siguiente (jueves) su íntima amiga y compañera de aula Christine Adams, extrañada de que Bridget no hubiera asistido a un seminario que se había impartido esa misma mañana, fue a buscarla a su casa. Encontró la puerta cerrada cuando llegó a las 2:45 p. m., por lo que Christine tuvo que utilizar su llave para acceder. Al entrar, descubrió el cuerpo sin vida de Bridget detrás de la puerta del apartamento, con un severo traumatismo craneoencefálico. Phillips había sido asesinada a golpes con un instrumento contundente, posiblemente un martillo, y sufrió heridas en la cabeza. También la habían pisoteado mientras estaba en el suelo. Estaba vestida y con el abrigo puesto. A su lado se encontraba su mochila, repleta de libros.

## Primeros datos
No la habían robado ni abusado sexualmente. 
El asesinato parecía haber sido premeditado; la policía cree que el asesino trajo el arma, un martillo pesado con una cabeza redondeada u otro objeto metálico con una superficie redondeada, como un pequeño extintor de incendios de mano. 
La Sra. Phillips fue golpeada sin piedad en la cabeza, muchas más veces de las necesarias para matarla.
Luego el asesino permaneció en el apartamento durante casi una hora, tomándose el tiempo para limpiarse antes de irse. Restos de hueso y sangre de la víctima, encontrados en el desagüe del baño, sugieren que el asesino se limpió en la ducha.
Cuando terminó, el asesino salió del apartamento por la puerta principal y la cerró firmemente detrás de él, llevándose consigo las llaves de Bridget.

## Investigación
Como no había señales de un allanamiento, la policía cree que la Sra. Phillips conocía y se topó con su asesino en algún lugar cerca de su edificio de apartamentos en Calvert Street, dejándolo entrar y siendo alcanzada segundos después.  
Debajo de la mochila, los gendarmes encontraron una huella borrosa y ensangrentada, que se identificó como hecha por una zapatilla deportiva Head Edge II, talla 8 1/2 a 9 1/2. Era un calzado de cancha preferido por los jugadores de tenis y ráquetbol.  
La policía conservó durante mucho tiempo la puerta de madera como prueba, con la esperanza de encontrar huellas dactilares. Sin embargo, no pudieron sacar ninguna pista.  
Jim Hagin, el detective de policía encargado del caso, lo considera el asesinato más brutal que jamás haya conocido, y uno de los más desconcertantes para un profesional de homicidios. "Han surgido pocas pistas productivas", admitió Hagin. También dijo que en diversas ocasiones había sentido que las personas a quienes entrevistaron estaban ocultando algo, y que creía que le tenían miedo a alguien.

## Sospechosos
La investigación se centró en unos pocos sospechosos que tenían o querían tener relaciones románticas con Phillips. Sin embargo, al no detectarse un motivo claro, un arma homicida o un testigo, la investigación llegó a un callejón sin salida. La policía teoriza que su naturaleza amigable y confiada podría haberla hecho malinterpretar las intenciones de la persona que le quitó la vida. La Sra. Phillips tuvo varios pretendientes el año anterior a su muerte, al menos dos de los cuales querían una relación más permanente con ella, según su familia. 
La madre de Bridget, Linda Phillips, declaró que dos semanas antes del asesinato su hija mencionó que alguien la había estado molestando en la biblioteca de la universidad; nunca habían salido, pero la persona le había advertido que no saliera con nadie más. "Bridget me dijo que esta persona era realmente repulsiva y la oí estremecerse por teléfono", dijo la madre. "Eso realmente me perturbó; no se parecía a nada que ella hubiera dicho antes. Entonces le dije que se lo dijera a un guardia de seguridad". Bridget le respondió a su madre que simplemente no podía hacer eso. Luego le dijo que no se preocupara; que sabía cómo manejarlo, y lo haría. Una semana después, le dijo a su  madre que ya se había encargado del asunto.